# ノーチラス号

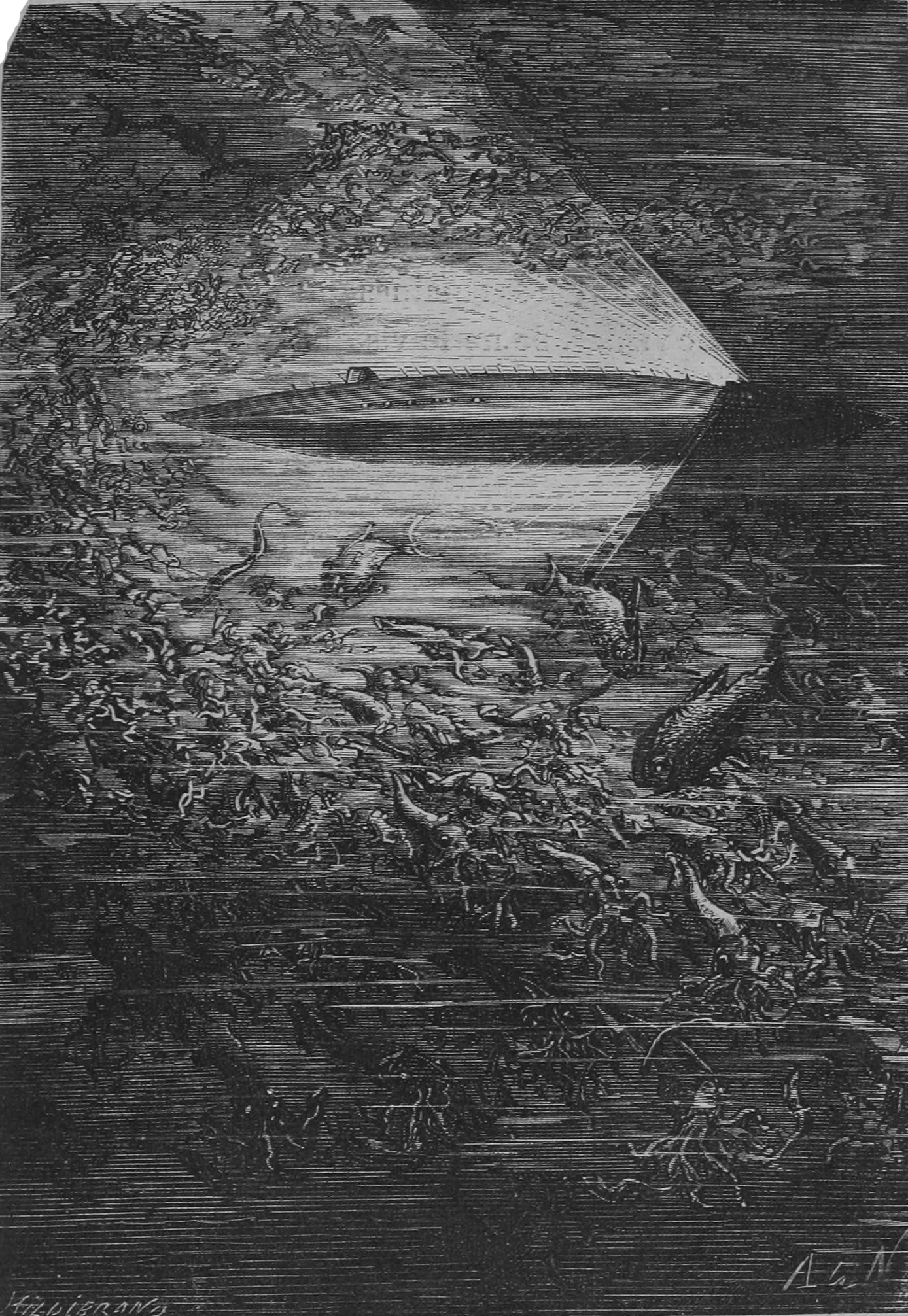
巡航中のノーチラス号

ノーチラス号（ノーチラスごう、仏: Nautilus）はフランスのSF作家ジュール・ヴェルヌの小説『海底二万里』と『神秘の島』に登場する架空の潜水艦。名称はロバート・フルトンが1800年に設計した潜水艦にちなむ（後述）。ノーチラスとはギリシア語で（希: ναυτίλος）船員・船舶を、ラテン語でオウムガイを意味する。

## 概要
ノーチラス号はネモ船長により設計され、1865年頃に進水した。艦はネモの指揮で陸地とは一切の交流を絶った海洋探検を行なっている。
動力源は電気で、水銀と海水から採取した塩化ナトリウムを用いたナトリウム/水銀電池で発電、電磁石を通して特殊装置（現代のモーターに相当）に伝え、スクリュー駆動や照明等に使用する。最高速度は50ノットで、排水量は通常航行1,356.48トン、潜水時1,507トンである。
艦体は紡錘形で、防水隔室によって区切られた二重船殻構造を持ち、窓はすべて耐圧性に優れたクリスタル・ガラス製。艦首には操舵室と強力な電気反射装置を備えたボックス、手すりなどが突き出ており、これらは内部に収納できる。バラストタンクはメインタンク（容量150.72トン）と潜水用補助タンク（容量100トン）の2基を装備し、甲板には半ば艦体に収まる形で水密化された鋼鉄製のボートが格納されている。
また、艦首には衝角があり、これで他の船舶を突いて沈没事故を起こす。2つの吸気口は150万リットルの空気（625人の人間が1日呼吸できるだけの量）を取り込む。食糧や衣類なども自給自足で海産物から作られる。
艦内には艦長室、食堂、調理室、乗組員室、浴室、機関室のほか、12,000冊の書物を収めた図書室、数多くの美術品や海中で採集したコレクションを陳列したサロンがある。サロンの正面にはパイプオルガンが置かれ、左右の壁には普段は鋼鉄製のパネルで塞がれた巨大な展望窓があり、海中を眺望できる。
ネモ自身の言葉によれば、寸法などは以下の通りである。

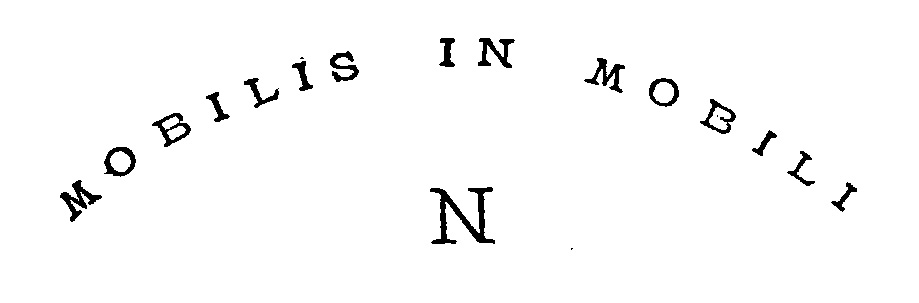
ノーチラス号のエンブレム

艦材はル・クルーゾ、ロンドン、リバプール、グラスゴー、パリ、プロシア（クルップ社）、ムータラ（スウェーデン）、ニューヨーク等の工場に発注され、無人島でネモの部下達により建造された。建造費は168万7千フランで、整備費と収蔵された美術品を含めると、総額は400～500万フランとなる。
ノーチラス号は多国籍のクルーによって運営管理され、艦内では独自の言語を使用している。艦を象徴する意匠としてネモの頭文字であるアルファベットのNを用い、MOBILIS IN MOBILI（ラテン語で「動中の動」の意）の名句で囲ったエンブレムや、黒地に金色のNをあしらった旗などを使用する。
進水から30年が経ち、多くのクルーを失ったネモは海洋探検から身を引き、孤島の洞窟にノーチラス号を格納して隠居するが、あるとき孤島に漂着した数名のアメリカ人に自分の来歴を打ち明け、遺言を残して世を去る。アメリカ人達は遺言どおりノーチラス号をネモの棺として洞窟の底へ沈める。

艦内の画像
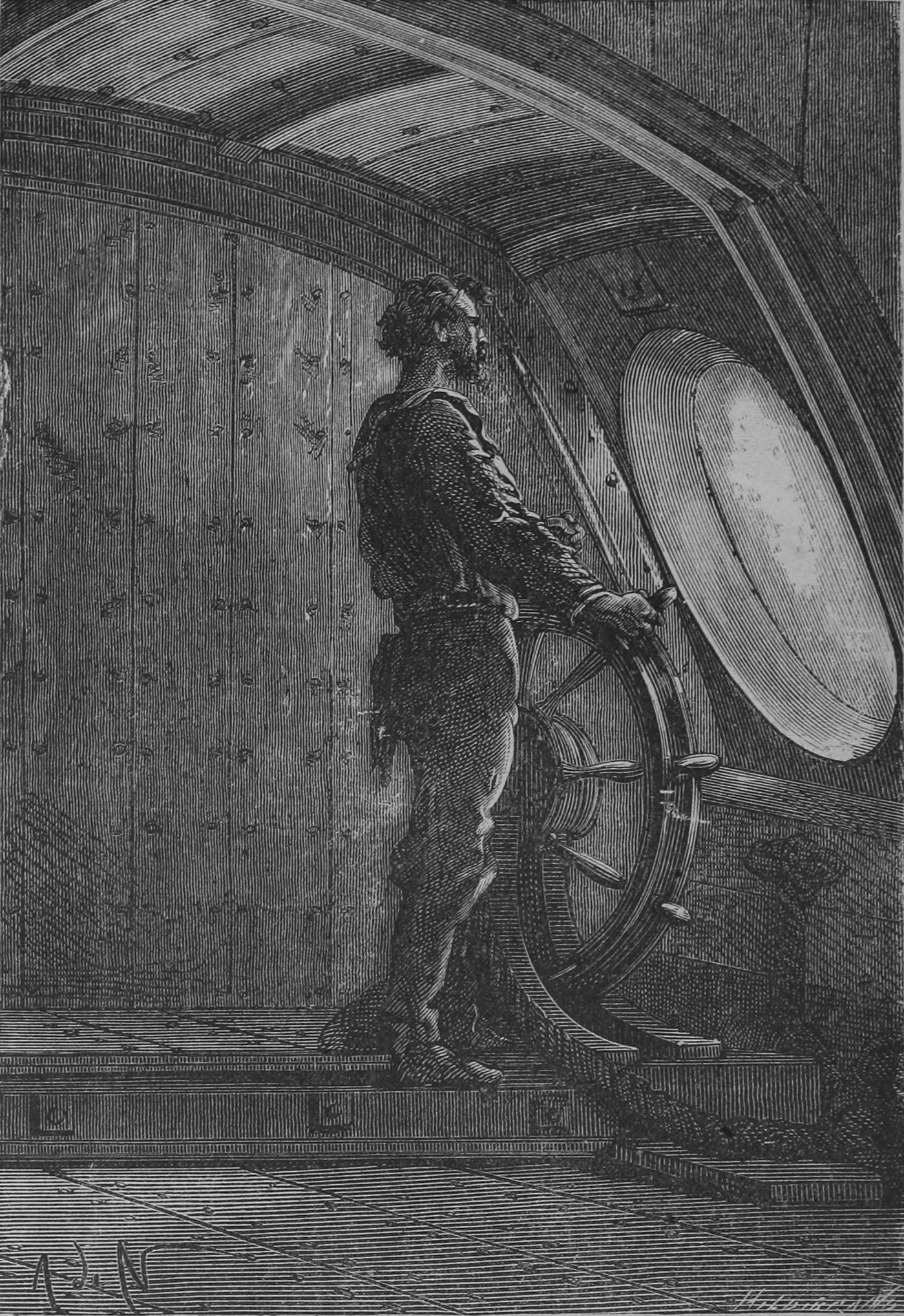
操舵室
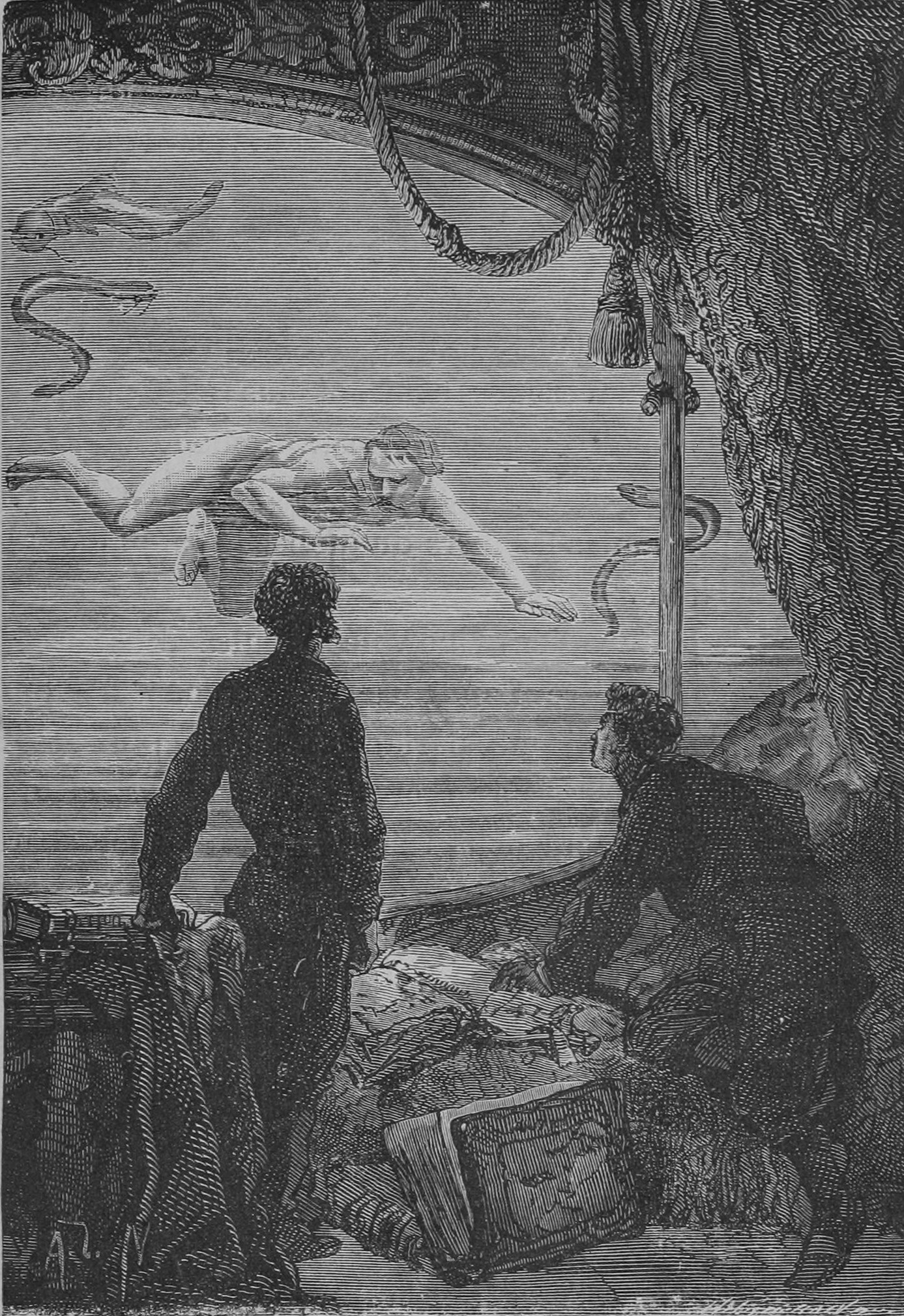
展望窓
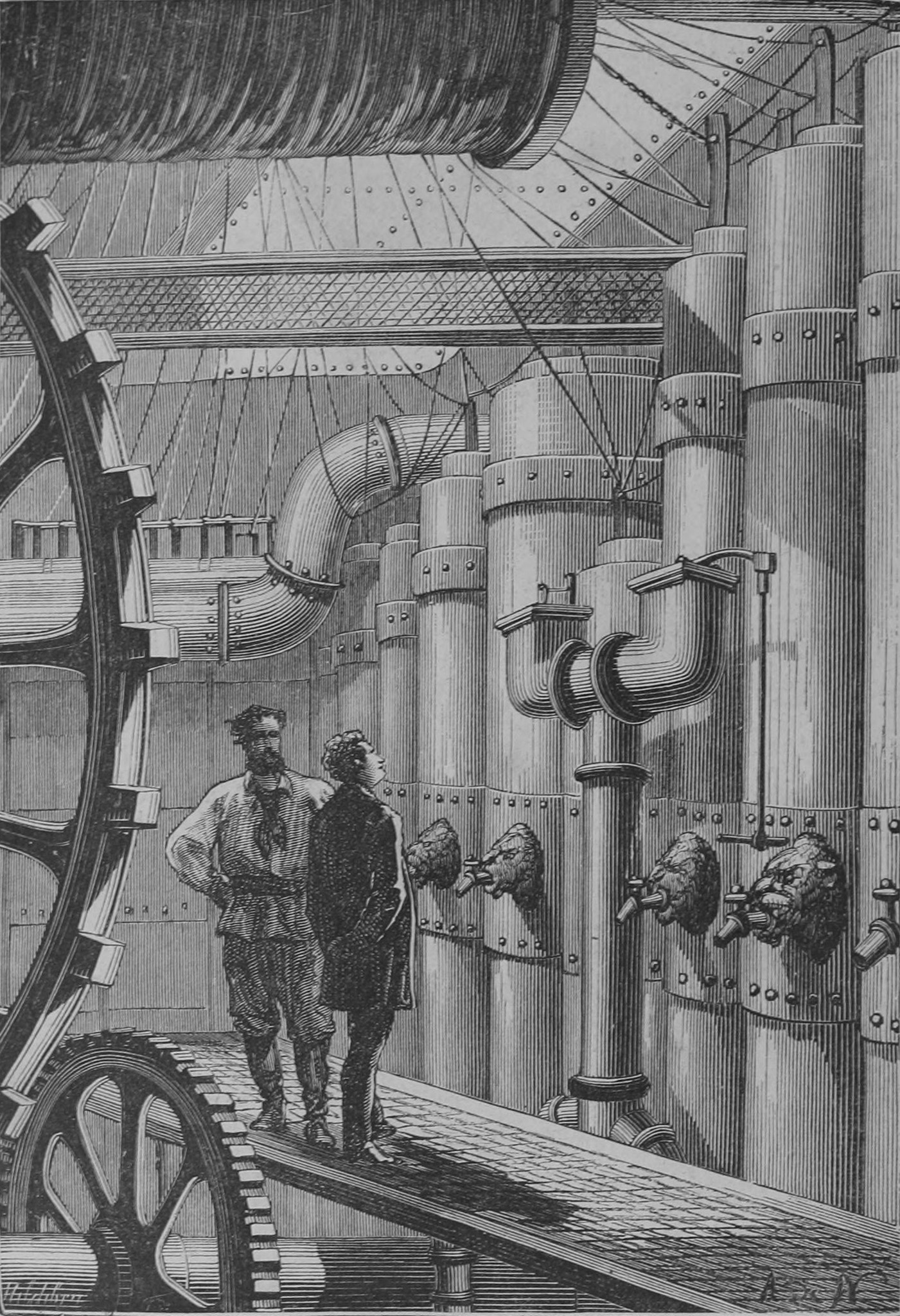
機関室
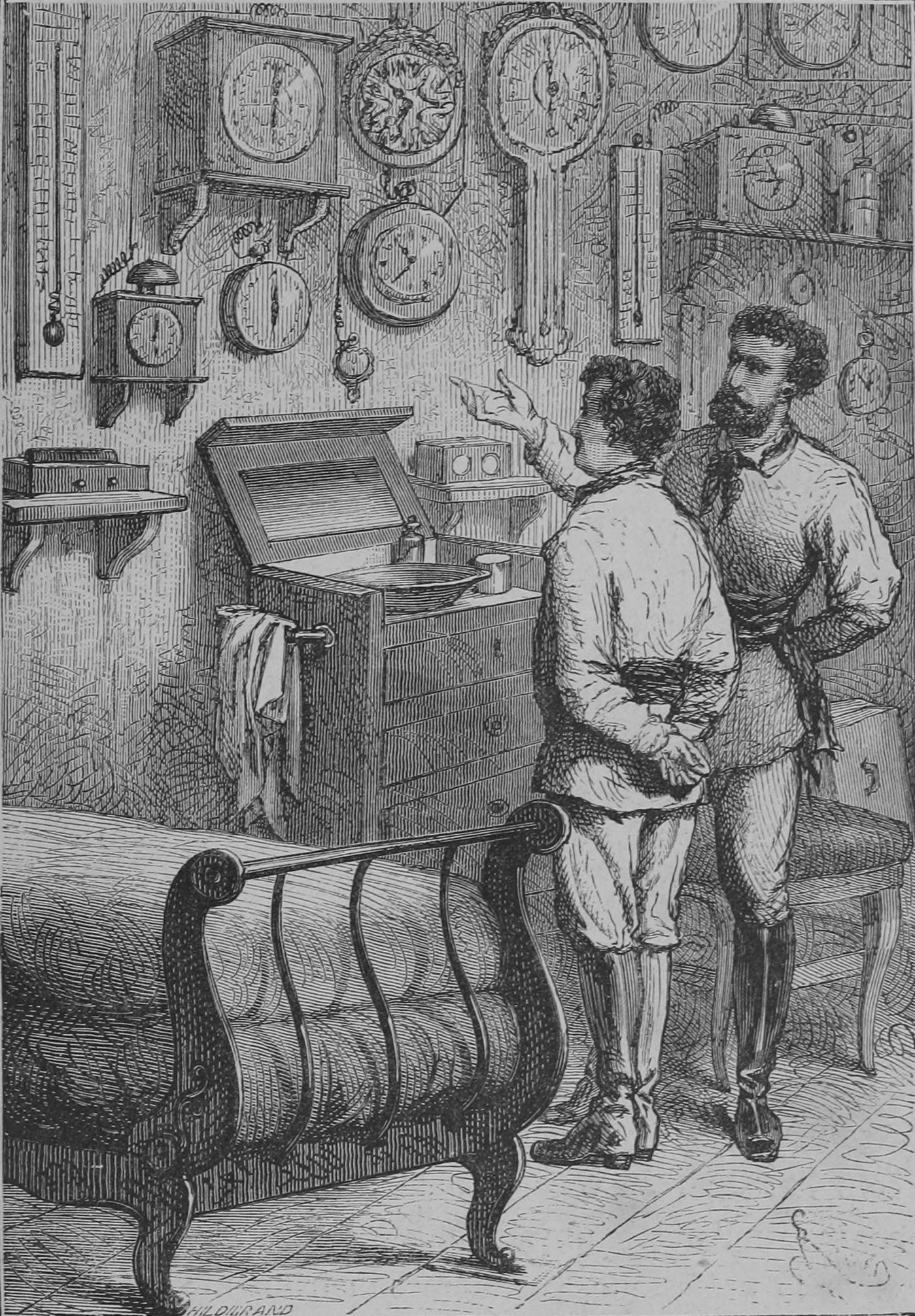
艦長室
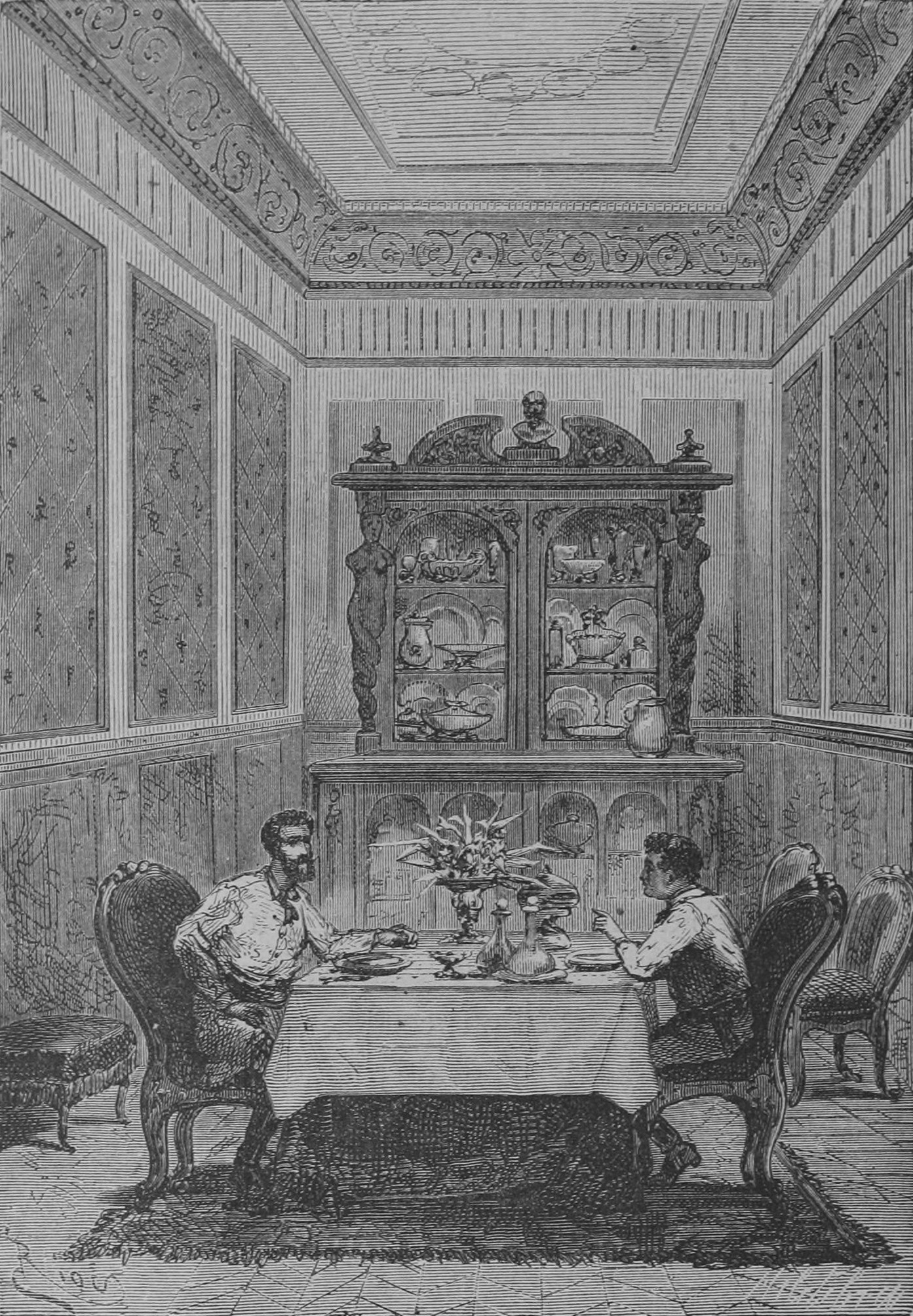
食堂
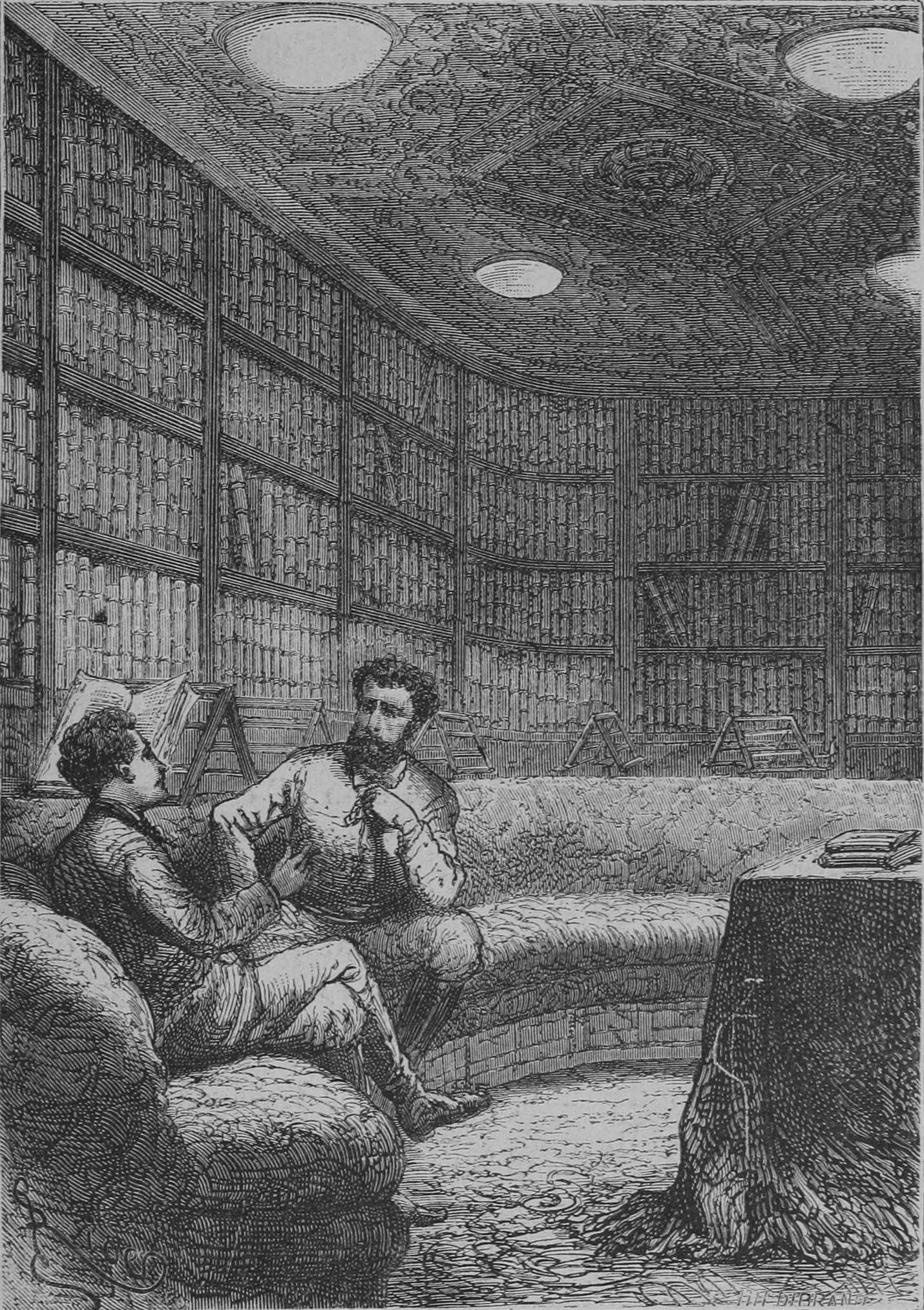
図書室
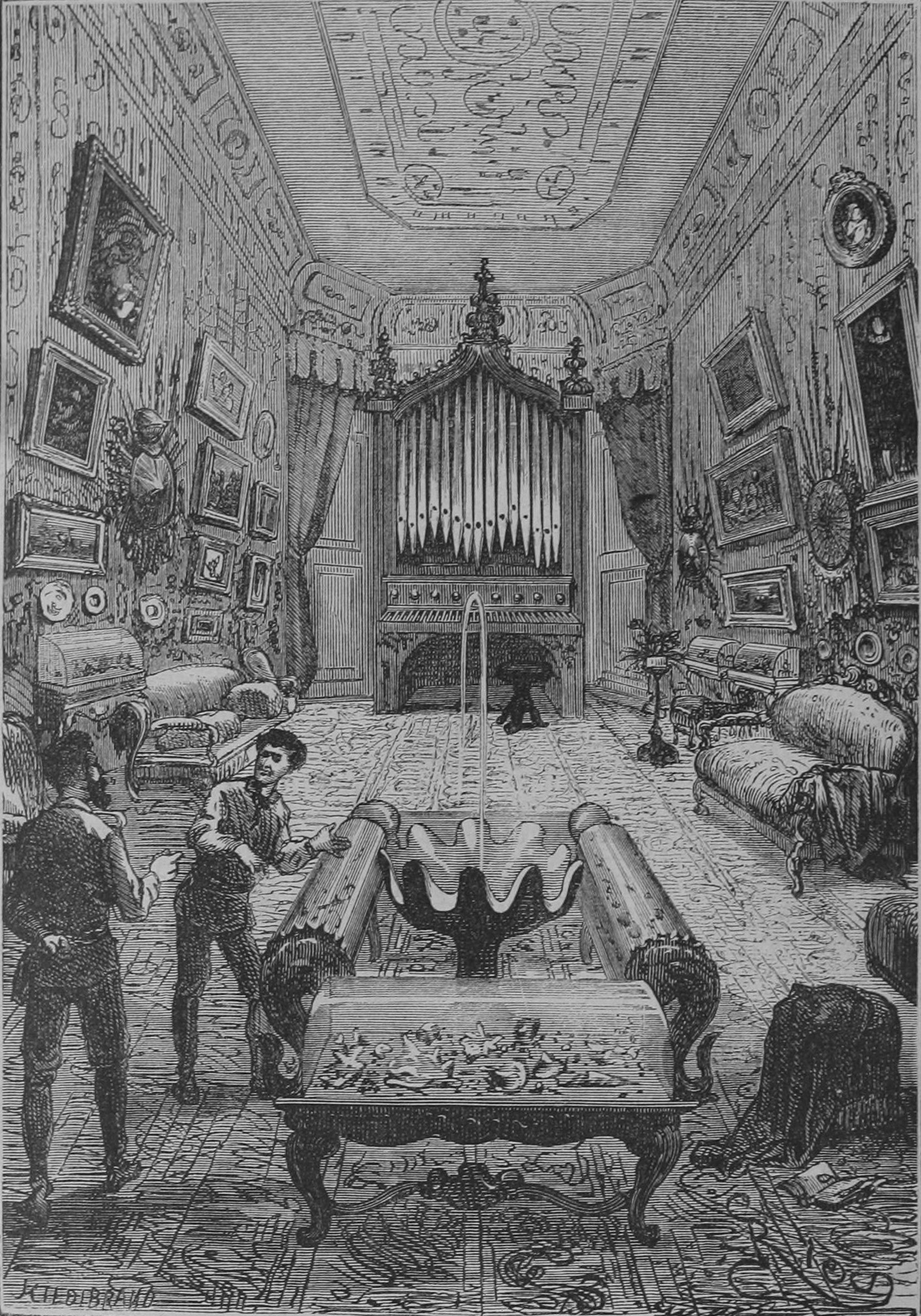
サロン

## 他の作品のノーチラス号
ノーチラス号は『海底二万里』で有名となり、小説『神秘の島』や映画をはじめとする二次作品、直接あるいは間接のオマージュ作にも（しばしば超近代的な装備を備えた万能潜水艦として）登場する。
- 『海底二万哩』（アメリカ映画、1954年）- ディズニー作品。主武装は艦体前方の衝角。動力はビーム方式の蒸気エンジンで、熱源は原子力。
- 『ネモ船長と海底都市』（イギリス映画、1969年） - ノーチラス号より大きくて速いノーチラス2号も登場。
- 『アトランティスの謎』（アメリカ映画、1978年） - バリアとレーザー兵器を装備した原子力潜水艦として登場。冷凍睡眠から目覚めたネモにより指揮される。
- 『ふしぎの海のナディア』（テレビアニメ、1990年） - 万能潜水艦として登場。アトランティス人の子孫であるネモと多国籍クルーにより操舵される。43,000トン、全長152メートル、幅47メートル、最大巡航速度108ノット。「オルフェウス型常温対消滅機関[6]」という動力炉と、「水流ジェット推進」という推進装置が特徴。VLSを備え、のちに飛行も可能な万能宇宙戦艦Ν-ノーチラス号も登場する。
- 『ノーチラス号の冒険』（小説、ヴォルフガング・ホールバイン著、1993年～2002年） - 『海底二万里』の続編として書かれたシリーズ作品。ネモの忘れ形見である少年マイクらがノーチラス号を操り冒険を繰り広げる。
- 『リーグ・オブ・エクストラオーディナリー・ジェントルメン』（アメリカン・コミック、1999年） - 概ね原作の設定により、ネモが操る潜水艦として登場。その名の通りにオウムガイを連想させる8本の伸縮自在の触手を備える。映画版の『リーグ・オブ・レジェンド』では外観も「大海の剣」と形容されるとおり、鋭角的なデザインとなる。
- 『ヴェルヌワールド』 - （スーパーファミコンソフト） - 水中でも使用可能な多数の超光学兵器を搭載した超重装備ド級潜水艦として登場。外観はオウムガイそのものである。
- 『スタートレック』（テレビドラマ） - 宇宙艦隊保有の、「U.S.S.ノーチラス（U.S.S. Nautilus、NCC-31910）」という宇宙船が登場する。ヴェルヌの「ノーチラス号」と、後述するアメリカの原子力潜水艦「ノーチラス」にちなんで名付けられた。ミランダ級を参照。
- 『マンハッタンを死守せよ』（小説、クライブ・カッスラー著、2002年） - 19世紀に実在した潜水艦の設定で登場。
- 『ファイナルファンタジーIII』 - （ファミコンソフト） - サロニア城の学者たちの手で遺跡より発掘された飛空艇。のちに潜水機能が備わる。
- 『崖の上のポニョ』 - （アニメーション映画、2008年） - ポニョの父親フジモトは、ノーチラス号の元クルーで唯一の東洋人という設定。
- 『屍者の帝国』（小説、伊藤計劃×円城塔著、2012年） - イギリス海軍の潜水艦として「H.M.S. ノーチラス」が登場。性能は『海底二万里』のノーチラス号に準じている。
- 『Fate/Grand Order』（ゲーム） - サーヴァント・ネモの宝具として登場。

## 実在のノーチラス号

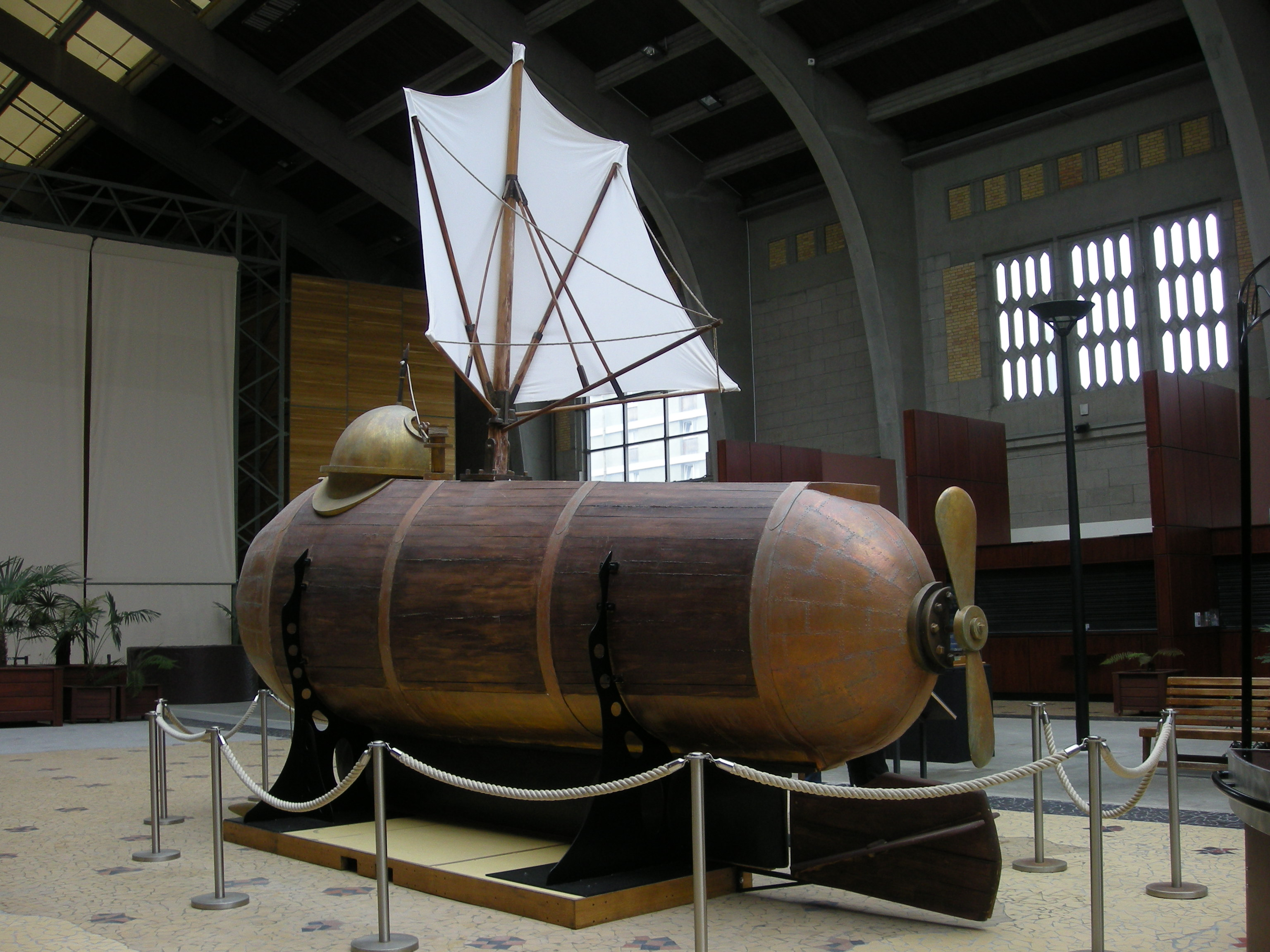
フルトン設計のノーチラスの復元模型（2008年撮影）

- 『ノーチラス』は、ナポレオンの要請によりロバート・フルトンが1800年に設計した世界初の実用潜水艦であり、ヴェルヌのノーチラスもこれに由来している。
- 1930年に完成したアメリカ海軍のナーワル級潜水艦ノーチラス。
- アメリカで1954年に完成した世界初の原子力潜水艦『ノーチラス』の名称はヴェルヌのそれに由来する。この潜水艦は、1958年に初の北極海横断潜航に成功した。
- フランス語でオウムガイを語源とする『ノティール』はフランスの有人深海探査艇である。
- 実際の潜水艦ではないが、『東京ディズニーシー』のミステリアス・アイランドにヴェルヌ作のノーチラスを再現したものが繋留されている。ただし中に入ることはできない。
- 『ディズニーランド・パリ』には「ノーチラス号のミステリー」、あるいは「ノーチラス号の探検」(Le Mystères du Nautilus)というアトラクションがあり、中に入ることができる。
- 『クストーの海底世界／ジャック＝イヴ・クストー』シリーズの探査船の名前もノーチラスである[7]。